# Gomesi

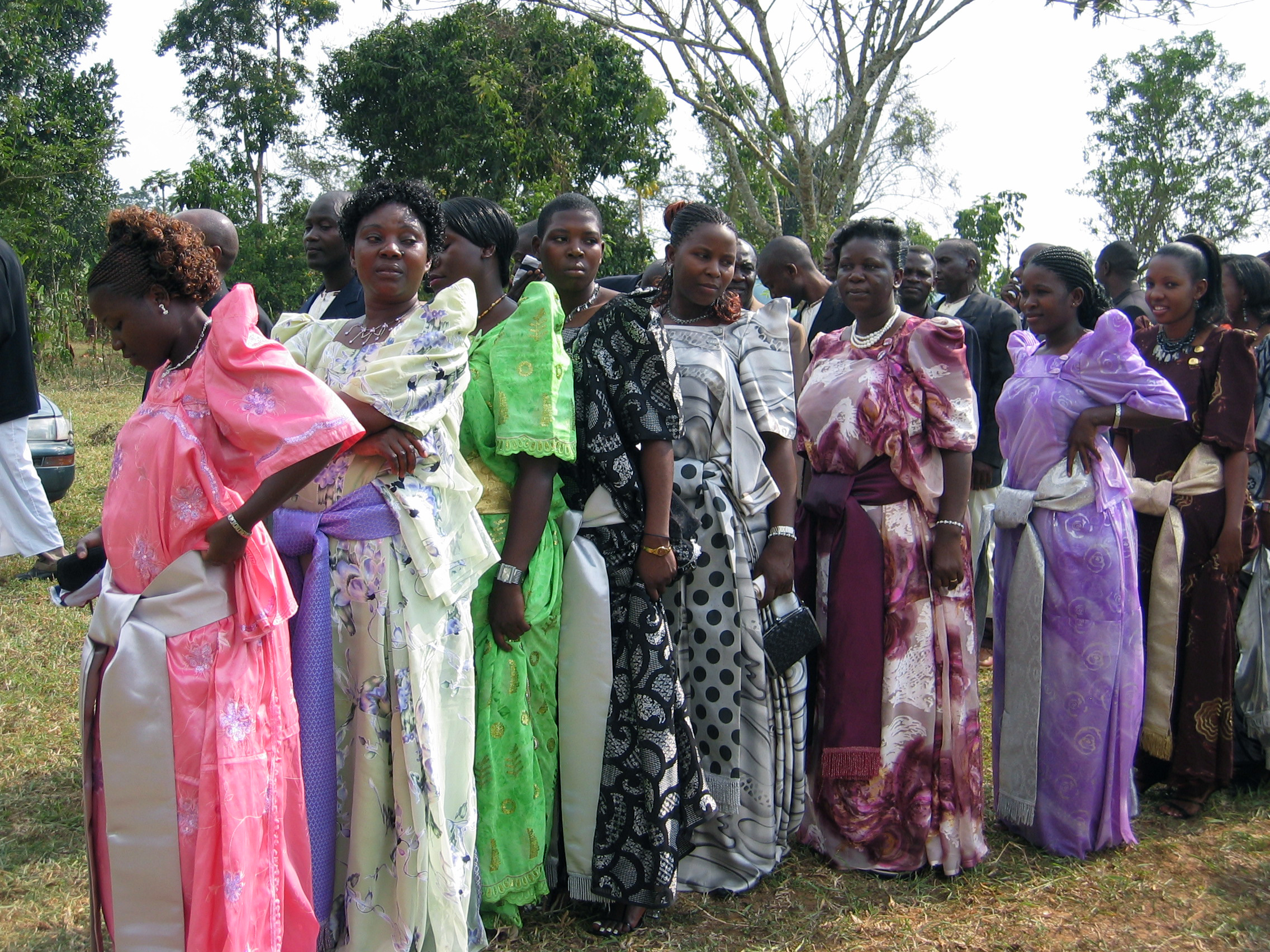
Mujeres llevando el Gomesi en una boda en Kampala, Uganda.

A Gomesi , también llamado Busuuti es un vestido largo y colorido. Es el vestido nacional de las mujeres en Uganda.  Por el contrario la vestimenta nacional para los varones es el kanzu.

## Origen
Según algunos estudiosos, el primer Gomesi se hizo para las escolares de Gayaza, en Uganda, en los años 1940 y 1950. Los misioneros cristianos que dirigían la escuela contrataron a sastres indios para diseñar el vestido. El vestido tradicional de Uganda se hizo a partir de tela de corteza. El Gomesi diseñado por sastres indios se hizo de algodón. Buganda fue la primera tribu en llevar el Gomesi. Hoy en día el Gomesi es el vestido tradicional para las mujeres de la tribu Kiganda y también es usado por otras tribus de Uganda.

## Diseño
El Gomesi es un vestido largo que llega hasta el suelo, de paño con colores brillantes con un escote cuadrado y manga corta. El vestido se ata con un cinturón colocado debajo de la cintura en las caderas. Tiene dos botones en el lado izquierdo del cuello. La mayoría de los Gomesi están hechos de seda, algodón, o con seda aunque es la más cara. Prendas como el kikooy o el Kanga se ponen atados debajo de la ropa de Gomesi para asegurarse de que la tela no se pegue al cuerpo. Un Gomesi bien hecho puede requerir hasta seis metros de tela.
El Gomesi sólo se usa en ocasiones especiales, tales como funerales y bodas. Durante la Kwanjula, todos los miembros femeninos de la familia del novio se visten para estar presente con el Gomesi.
La cantante Alicia Keys llevó puesto un gomesi cuando visitó Uganda en 2007.